# Russula subsect. Decolorantinae
Russula subsect. Decolorantinae ist eine Untersektion aus der Gattung Russula, die innerhalb der Sektion Polychroma steht. Das Taxon wurde von R. Maire definiert und wird auch von Romagnesi im Rang einer Sektion verwendet, die bei ihm innerhalb der Untergattung Coccinula steht. Die Typart ist Russula decolorans, der Orangerote Graustiel-Täubling.

## Merkmale
Bei den Vertretern der Decolorantinae handelt es sich um mittelgroße bis große, kräftige und festfleischige Täublinge. Der Stiel hat eine mehr oder weniger feste Rinde und ist nicht oder nur im Alter leicht eindrückbar. Die Huthaut ist glänzend. Mit Eisensulfat verfärbt sich das Fleisch mehr oder weniger rötlich, aber niemals grünlich, die Anilinreaktion ist negativ. Das Fleisch schmeckt mild, nur in den Lamellen von jungen Fruchtkörpern kann es manchmal auch leicht schärflich schmecken. Die Fruchtkörper schwärzen oder grauen im Alter oder bei Verletzung und riechen niemals nach Krabben oder Fisch. Das Sporenpulver ist dunkel ocker oder gelb.
Die Basidien sind länglich oder stämmig und messen bis zu 60(70) × 10–15 µm. Die länglichen Zystiden sind zahlreich und werden bis zu 100 µm lang (im Alter noch länger). Sie stehen deutlich hervor. Die Sporen sind stachelig oder warzig und haben gewöhnlich einen deutlich definierten, amyloiden Hilarfleck. In der Huthaut findet man mehr oder weniger viele Pileozystiden, die sich meist mit Sulfovanillin oder Sulfobenzaldehyd anfärben lassen, mitunter aber nur schwach. Säurefeste Inkrustierungen oder Primordialhyphen kommen hingegen nicht vor. Das Pigment befindet sich in Vakuolen und kommt niemals extrazellulär vor.
| Deutscher Artname              | Wissenschaftlicher Artname | Autor            |
| ------------------------------ | -------------------------- | ---------------- |
| Orangeroter Graustiel-Täubling | Russula decolorans         | (Fr.) Fr. (1838) |
| Russula seperina               | Russula seperina           | Dupain (1913)    |

## Systematik
Singer platziert alle Graustieltäublingsarten in seiner Untersektion Decolorantes, da er die Verfärbung des Fleisches für ein wichtiges taxonomisches Merkmal hält. Romagnesi hingegen glaubt, dass Huthautstrukturen als Indiz für die phylogenetische Verwandtschaft wesentlich wichtiger sind. Daher trennt er den Orangeroten Graustiel-Täubling und die mediterrane Art Russula seperina von den anderen Graustieltäublingen ab und stellt sie in die Untersektion Decolorantinae. Den Gelben und den Weinroten Graustiel-Täubling hingegen stellt er in die Untersektion Integroidinae, da die beiden Arten zwar Primordialhyphen, aber keine Pileozystiden besitzen. Bon folgt Romagnesi und übernimmt Romagnesis Untersektion Decolorantinae auch in sein System.